# Rui Machado
Rui Machado (Faro, 10 aprile 1984) è un allenatore di tennis ed ex tennista portoghese.
Ha raggiunto il suo miglior ranking ATP in singolare nell'ottobre 2011 in 59ª posizione ed è considerato uno dei migliori tennisti portoghesi di tutti i tempi, essendo stato il primo a spingersi così avanti nella classifica mondiale. In doppio non è andato oltre il 185º posto del gennaio 2011.

## Carriera

### Giocatore
In singolare ha preso parte a tutte le prove del Grande Slam senza mai superare il secondo turno. Negli altri tornei del circuito maggiore ha raggiunto per due volte i quarti di finale, mentre ha vinto otto titoli del circuito Challenger. In doppio ha una percentuale di incontri vinti più bassa e ha vinto un titolo Challenger.
Ha giocato per la squadra portoghese di Coppa Davis tra il 2003 e il 2015, con un bilancio di 16 vittorie e 16 sconfitte in singolare, e 1 vittoria e 1 sconfitta in doppio.

### Allenatore
Nel 2016 si ritira dall'agonismo e subito dopo inizia a collaborare con la Federazione Tennis Portoghese in qualità di coordinatore tecnico nazionale per il Centro de Alto Rendimento de ténis, con l'obiettivo di sviluppare la disciplina, formare nuovi giocatori e nuovi tecnici. Nel 2018 gli viene inoltre affidato il ruolo di capitano della squadra portoghese di Coppa Davis.
Tra i giovani che ha seguito in quegli anni si distingue Nuno Borges, che diventa in breve il nº 1 tra i giocatori portoghesi e che inserisce Machado nel proprio team di allenatori.

## Statistiche

### Tornei Challenger

#### Singolare

##### Vittorie (8)
| N. | Data              | Torneo                                   | Superficie  | Avversario in finale    | Punteggio        |
| 1. | 1º marzo 2009     | Morocco Tennis Tour - Meknes, Meknes     | Terra rossa | David Marrero           | 6-2, 6(6)-7, 6-3 |
| 2. | 12 aprile 2009    | Athens Open Challenger, Atene            | Cemento     | Daniel Muñoz de la Nava | 6-3, 7(4)        |
| 3. | 4 aprile 2010     | Tennis Napoli Cup, Napoli                | Terra rossa | Federico Delbonis       | 6-4, 6-4         |
| 4. | 17 ottobre 2010   | Asunción Challenger, Asunción            | Terra rossa | Ramón Delgado           | 6-2, 3-6, 7-5    |
| 5. | 26 marzo 2011     | Morocco Tennis Tour Marrakech, Marrakech | Terra rossa | Maxime Teixeira         | 6-3, 6(6)-7, 6-4 |
| 6. | 5 giugno 2011     | Rijeka Open, Fiume                       | Terra rossa | Grega Žemlja            | 6-3, 6-0         |
| 7. | 24 luglio 2011    | Poznań Open, Poznań                      | Terra rossa | Jerzy Janowicz          | 6-3, 6-3         |
| 8. | 18 settembre 2011 | Szczecin Open, Stettino                  | Terra rossa | Éric Prodon             | 2-6, 7-5, 6-2    |

#### Doppio

##### Vittorie (1)
| N. | Data           | Torneo              | Superficie  | Compagno                | Avversari in finale            | Punteggio |
| 1. | 25 luglio 2010 | Poznań Open, Poznań | Terra rossa | Daniel Muñoz de la Nava | James Cerretani Adil Shamasdin | 6-2, 6-3  |